# Colore (micologia)
Il colore dei funghi, come l'odore, è un carattere difficile da determinare e definire nel linguaggio comune. 
Di solito il colore si definisce in due modi: 
1. mediante l'uso dei codici appositamente approntati
2. mediante l'ausilio di termini di paragone (es.: rosso-sangue)

Per quanto riguarda le scale cromatiche, in micologia, si fa riferimento fondamentalmente a tre codici:
- quello di Saccardo
- quello di Klincksieck e Valette
- quello di Seguy

Tuttavia questi codici non sono di semplice utilizzo, in quanto l'interpretazione dei colori che riportano ha suscitato varie controversie. 
Per questo è più utile e di facile comprensione attenersi ai termini di paragone, ben sapendo che l'interpretazione soggettiva gioca un ruolo diagnostico non indifferente. 
Poiché il colore del cappello di un fungo varia in funzione di molteplici fattori (con l'età, con il grado di umidità del luogo di raccolta, etc.), la valutazione del colore del cappello diventa un dato molto soggettivo, pertanto, il suo uso nelle chiavi di identificazione è limitato alle 5 classi di colori seguenti: 
1. colori pallidi: bianco, beige, ocra pallido e crema
2. colori rosa: da malva a violetto
3. colori verdi: dal verdognolo al verde
4. colori gialli: arancione, ocraceo e bruno
5. colori scuri: dal grigio al nero